# Місцева автоматизована система централізованого оповіщення
МАСЦО (укр. Місцеві автоматизовані системи централізованого оповіщення) — це програмно-технічні комплекси, що забезпечують оповіщення населення про надзвичайні ситуації в межах територій громад, міст, селищ і сіл України.

## Загальна характеристика
МАСЦО охоплює території громад, міст, селищ, сіл і призначена для забезпечення прийому сигналів та інформації від ТАСЦО, оповіщення населення, осіб керівного складу і чергових служб спеціалізованих служб цивільного захисту, органів місцевого самоврядування, сил цивільного захисту, об'єктів підвищеної небезпеки.

## Призначення
Програмно-технічний комплекс (ПТК) місцевої автоматизованої системи централізованого оповіщення є складовою організаційно-технічного об'єднання оперативно-чергових служб, спеціальної апаратури управління, засобів оповіщення, каналів зв'язку та призначено для керування доставкою сигналів тривоги та мовної інформації для населення, чергових, посадових осіб, органів управління.

## Структура та склад системи
До складу МАСЦО входять:
- Апаратура прийому/передачі сигналів та інформації для взаємодії з територіальною АСЦО
- Система автоматизованого виклику
- Місцеві автоматизовані системи централізованого оповіщення громад (ОТГ)
- Локальні та об'єктові системи централізованого оповіщення
- Система напрацьованих алгоритмів організаційно-технічних заходів оповіщення
- Інтернет-ресурси (сайти, соціальні мережі), які є найбільш популярними на території розміщення МАСЦО

## Основні функції
Автоматизована реалізація алгоритмів оповіщення МАСЦО передбачає:
- Включення електро-механічних сирен
- Включення електронних сигнально-гучномовних пристроїв
- Передачу сповіщень посадовим особам, особовому складу та черговим аварійно-рятувальних підрозділів через будь-який телефонний або ІР-зв'язок
- Автоматизований запуск локальних та об'єктових систем оповіщення

## Технічні особливості
Цифрове ядро програмно-технічного комплексу МАСЦО враховує:
- Взаємодію з територіальною АСЦО загальнодержавної АСЦО
- Керування оповіщенням населення, осіб керівного складу і чергових служб виконавчих органів державних адміністрацій через місцеві/районні АСЦО та інші системи оповіщення (спеціальні, локальні, об'єктові)
- Доведення сигналів, повідомлень про загрозу виникнення або виникнення надзвичайних ситуацій до населення через сирени, гучномовці в місцях громадського скупчення людей, рекламні засоби, інформаційні табло
- Захист від зовнішнього втручання
- Можливість адміністрування і моніторингу (телеметрія кінцевих об'єктів)
- Багатогруповий екстрений конференц зв'язок
- Функції АТС

## Основні переваги
МАСЦО забезпечує:
- Швидкість — миттєві оповіщення про надзвичайні ситуації
- Точність — геотаргетовані повідомлення для конкретних районів
- Надійність — стабільну роботу системи в будь-яких умовах
- Комплексність — інтеграцію з іншими системами моніторингу та управління
- Простоту — інтуїтивний інтерфейс для користувачів різного рівня

## Типи сигналів оповіщення
МАСЦО підтримує відтворення різних типів сигналів оповіщення:
- Повітряна тривога
- Хімічна небезпека
- Радіаційна небезпека
- Евакуація з міста
- Пожежна тривога
- Артобстріл
- Вуличні бої, тощо
- Трансляцію хвилини мовчання
- інше, згідно "Класифікатору надзвичайних ситуацій ДК 019:2010"[2]  (КНС) - один зі складників комплексу національних класифікаторів.

## Типова архітектура
До контролерів МАСЦО можуть бути підключені:
- Електро-механічні сирени (одна або кілька сирен)
- Електронні сирени (одна або кілька сирен)
- Лінійні масиви гучномовців вздовж центральних вулиць
- Інформаційні табло у населеному пункті
- Інформаційні табло на транспорті (бортовий комп'ютер)
- Об'єкти з власною сигнальною системою
- Будинки із власними акустичними системами
- Захисні споруди та бомбосховища

### Канали зв'язку
МАСЦО використовує будь-які дротові та бездротові канали зв'язку:
- TCP/IP (LAN, GPRS, Wi-Fi)
- Цифрове та аналогове радіо
- Канали тонального частотного (КТЧ) зв'язку, НС та фізичні лінії зв'язку
- Радіозв'язок у діапазонах VHF (для відкритих територій) та UHF (для міст та забудованих територій)
- Комп'ютерні мережі IP (LAN/WAN/VPN) та LTE (VPN)

## Застосування
МАСЦО застосовується для:
- Оперативного інформування населення про надзвичайні ситуації
- Зменшення ризиків для життя та здоров'я мешканців
- Підвищення рівня довіри населення до влади
- Централізованого керування оповіщеннями про надзвичайні ситуації
- Гнучкого налаштування повідомлень
- Інтеграції з різними системами

## Програмно-технічний комплекс
Для реалізації функцій МАСЦО може використовуватись спеціалізоване програмне забезпечення вітчизняної розробки.
Комплекс забезпечує:
- Модульну систему, що дозволяє масштабування у напрямку ІР-технологій
- Оперативний зв'язок для передачі даних
- Сучасні рішення для проведення оповіщення в кризових та надзвичайних ситуаціях
- Надійність завдяки основному та резервному серверам
- Швидкість миттєвого запуску тривожного сповіщення
- Сумісність з електромеханічними та електронними сиренами
- Інтуїтивний інтерфейс для групування сирен та отримання звітів
- Управління зовнішніми пристроями через розвинений API
- Автоматичну діагностику та ідентифікацію несправностей
- Автоматизацію для безперервної роботи обладнання
- Звітність та архівацію подій
- Багаторівневу структуру та багатостанційний доступ
- Захист та ідентифікацію користувачів
- Функції АТС